# Ясная Поляна (Снигирёвский район)
Ясная Поляна (укр. Ясна Поляна) — посёлок в Снигирёвском районе Николаевской области Украины.
Население по переписи 2001 года составляло 13 человек. Телефонный код — 5162.

## История
В 1946 году указом ПВС УССР посёлок детского дома переименован в Ясную Поляну.

## Местный совет
57340, Николаевская обл., Снигирёвский р-н, с. Нововасильевка, ул. Ленина, 25